# François Roustang
François Roustang (Loisey-Culey, 23 aprile 1923 – Parigi, 23 aprile 2016) è stato un gesuita e psicoanalista francese specializzatosi nell'ipnositerapia.

## Biografia
Roustang entrò a far parte della Compagnia di Gesù al completamento degli studi di filosofia, teologia e psicopatologia. Dal 1956 al 1967 fu redattore direttore della rivista gesuita parigina Christus, coadiuvato da Michel de Certeau a partire dal 1963. Nel 1961 pubblicò il volume Jésuites de la nouvelle France (Gesuiti della Nuova Francia), seguito due anni più tardi da Une initiation à la vie spirituelle (Un'iniziazione alla vita spirituale).
Dal 1965 al 1981, fu membro della Scuola Freudiana di Parigi fondata da Jacques Lacan presso la quale ottenne la qualifica di psicoanalista al termine di un percorso biennale di analisi condotto lo psicologo e psichiatra Serge Leclaire. Nel 1966 firmò l'articolo Le troisième homme (Il terzo uomo) nel quale sosteneva che il Concilio Vaticano II aveva favorita la comparsa di cristiani che non si potevano definire né come conservatori né come riformisti, ma semplicemente come "credenti non praticanti" i quali, in definitiva, non erano diversi dagli indifferenti alla Chiesa Cattolica e ai suoi sacramenti. L'articolo fece scalpore nella comunità ecclesiale e lo stesso Papa Paolo VI si disse "molto colpito" dal contenuto. 
Roustang fu rimosso dall'incarico, abbandonò la gerarchia ecclesiastica cattolica per aderire alla Scuola Freudiana e poi dedicarsi al lavoro di psicoanalista, sposandosi poco tempo più tardi. Alla liberazione dalla fede religiosa si era sostituita la nuova esperienza di uno spirito di sottomissione acattolico, che lo indusse a occuparsi del rapporto maestro-discepolo nella storia della psicoanalisi. Nel 1976, diede alle stampe il volume Un destin si funeste (Un destino così funesto) che presentò una lettura critica del rapporto che unì Sigmund Freud a Sándor Ferenczi, Carl Gustav Jung o Georg Groddeck.
Nel 1978, l'articolo Suggestion au long cours nella rivista semestrale Nouvelle Revue de psychanalyse focalizzava l'attenzione dei colleghi francesi sul ruolo della suggestione nella terapia analitica. Il testo sarebbe poi stato ripreso due anni dopo nella monografia Elle ne le lâche plus... (Lei non lo libera più). Più in generale, dai contributi alla rivista Critique pubblicati negli anni Ottanta emerge il progressivo distanziamento dalla psicoanalisi di stampo freudiano a seguito dello scioglimento della Scuola di Parigi, a favore di un interesse incrementale per l'ipnosi, interesse che il 3 novembre 1980 culminò nella fondazione del Collegio degli Psicoanalisti in compagnia di Jacques Sédat, Anne Levallois, Conrad Stein, Dominique Geahchan e Serge Viderman. Tutto questo accadeva nove mesi dopo la fine della Scuola di Parigi ed era chiaramente illustrato dal suo contributo al volume Le non-savoir des psy (La misconoscenza degli strizzacervelli) dello psichiatra Léon Chertok.
Nel 1983, presenziò a un seminario clinico sull'ipnosi svoltosi all'ospedale Fernand-Widal sotto la direzione di René Girard e Mikkel Borch-Jacobsen. Pubblicò quindi un contributo nei due libri di Octave Mannoni, seguito due anni più tardi dalla partecipazione al volume Généalogie de la psychanalyse (Genealogia della psicoanalisi) del filosofo Michale Henry.

Iniziò così a praticare l'ipnosi con la statunitense Judith Fleiss e col gruppo di ipnoterapisti americani addestrati da Milton Erickson. 
La pubblicazione del saggio Lacan, de l'équivoque à l'impasse nel 1986 segnò la rottura definitiva con la psicoanalisi della scuola parigina. Nello stesso anno, rappresentò il Collège des psychanalystes al simposio organizzato dalla Fondazione Freudiana Internazionale per le Nuove Prospettive nella Ricerca Psicoanalitica.
Le monografie Influence del 1991 e  Qu'est-ce que l'hypnose? (Che cos'è lipnosi?) del 1994 consacrarono gradualmente Roustang come il riferimento francofono per i teorici dell'ipnoterapia. Ciò diede avvio alle collaborazioni di Roustang con vari istituti di ipnotica come l'Istituto francese di ipnosi svizzera o l'Istituto francese di ipnosi.

Negli anni successivi, furono completati vari libri, alcuni dei quali erano testi divulgativi rivolti a un pubblico non specialistico. Nel 2005 diede alle stampe Le magnétisme animal: naissance de l'hypnose, traduzione di un'opera di Hegel commentata.

## Influenze
L'opera di François Roustang è il frutto della sua decennale esperienza clinica, ma è anche segnatamente influenzata dai filosofi Friedrich Nietzsche e Ludwig Wittgenstein. L'esperto di parapsicologia Bertrand Méheust ha analizzato il rapporto fa Roustang e i teorici del magnetismo animale, con particolare riferimento ad alcune opere di Hegel e Maine de Biran. 
Fra i suoi contemporanei Roustang trasse ispirazione da Milton Erickson, Léon Chertok, Michel Henry, Michel Jouvet, Daniel Stern, dal sinologo Jean François Billeter e da Gregory Bateson.

## Opere
Libri
- (FR)  Jésuites de la Nouvelle-France, Desclée de Brouwer, 1961, ISBN 2220028232
- (FR)  Une initiation à la vie spirituelle, Desclée de Brouwer, 1963
- (FR)  Saint Ignace : constitutions de la Compagnie de Jésus, 1967 (con Ignazio di Loyola e François Courel)
- (FR)  Un destin si funeste, Minuit, 1976 ISBN 2707301426 (Petite Bibliothèque Payot, 2009)
- (FR)  Elle ne le lâche plus..., Minuit, 1980, ISBN 2707303194 (Petite Bibliothèque Payot, 2009)
- (FR)  con Pierre Babin, Le thérapeute et son patient, L'Aube, 2000 ISBN 2876786648
- (FR)  Il suffit d'un geste, Odile Jacob, 2003, ISBN 2738112722
- (FR)  Savoir attendre, Odile Jacob, 2006, ISBN 2738117902
- (FR)  Le secret de Socrate pour changer la vie, Odile Jacob, 2009, ISBN 978-2-7381-2346-6
- (FR)  Jamais contre, d’abord, Odile Jacob, 2015, ISBN 9782738133045
- (FR)  con Ève-Alice Roustang, Le Troisième Homme, entre rupture personnelle et crise catholique, Odile Jacob, 2019

Articoli
- (FR)  Le troisième homme, in Christus, tome 13, n. 52, ottobre 1966, p. 561-567
- (FR)  Le mythe de l'un, in Le lien social, Journées de mai 1980, Confrontation, 1981
- (FR)  Hypnose et psychanalyse, in Critique, n. 403, 1980
- (FR)  L'incertitude, in Passé et Présent, n. 1, Parigi, Ramsay, 1982, p. 99-112
- (FR)  Un discours naturel, in Critique, n. 430 , marzo 1983, p. 201-214
- (FR)  Une philosophie pour la psychanalyse?, in Critique, 1985
- (FR)  Habitation Archiviato il 9 settembre 2007 in Internet Archive., in Lettre Ling, n° 15, 1997
- (FR)  Objectivation et objectification, in Lettre Ling, n. 25, 2003
- (FR)  Reconduire l'ennui à sa source, in L'ennui à l'école, 2003
- (FR)  Se dissocier : mais comment faire autrement?, in Hypnose et thérapies brèves, 7, 2007
- (FR)  Double contrainte et niveaux d'apprentissage in Jean-Jacques Wittezaele, La double contrainte ; l'héritage des paradoxes de Bateson, De Boeck, 2008